# Alejandra Candia
Alejandra Isabel Candia Díaz (Santiago, 3 de diciembre de 1979) es una ingeniera comercial y política chilena. Entre marzo de 2018 y marzo de 2022 se desempeñó como subsecretaria de Evaluación Social bajo el segundo gobierno del presidente Sebastián Piñera.

## Biografía

### Primeros años y estudios
Hija de Sergio Luis Candia Aliaga y su esposa Maria Elisa Herminia Díaz Pizarro, al realizar sus estudios egresó como economista de la Pontificia Universidad Católica de Chile y obtuvo un magíster en economía con mención en políticas públicas en la misma universidad. También obtuvo un diplomado en 'evaluación de impacto de las políticas públicas' de la Universidad de Chile, además de un máster en administración pública en la Universidad de Harvard y durante sus estudios en el extranjero fue becaria del Banco Mundial.

### Carrera profesional
Entre septiembre de 2006 y marzo de 2010, se desempeñó como directora del programa económico y social del Instituto Libertad, labor desde la cual realizó asesoría parlamentaria y estudios enfocados en diversos ámbitos de la política social. Debido a su rol en la reforma previsional promulgada en 2008, en 2009 fue nombrada por la expresidenta de Chile Michelle Bachelet Jeria, Consejera del Consejo Consultivo Previsional, cargo ratificado por el Senado y que ejerció hasta 2011.
Durante el primer gobierno de Sebastián Piñera, fue coordinadora de políticas sociales del Ministerio de Hacienda y, luego de sus estudios en el extranjero, jefa de la Dirección de Estudios Previsionales de la Subsecretaría de Previsión Social.
Entre mayo de 2014 y marzo de 2018, se desempeñó como directora del programa social de Libertad y Desarrollo.
El 11 de marzo de 2018 fue designada por el presidente Piñera como Subsecretaria de Evaluación Social.

### Vida personal
Tiene una hermana, está casada y tiene una hija.